# Massiccio del Giura
Il massiccio del Giura (in tedesco e francese: Jura) è una catena montuosa calcarea situata a nord delle Alpi, che segna una parte del confine tra Francia e Svizzera e raggiunge un'altitudine massima di 1 720 metri.
In Francia, occupa essenzialmente la regione Franca Contea e si estende nella regione Rodano-Alpi, nell'est del dipartimento dell'Ain e al nord-ovest del dipartimento della Savoia, estendendosi altresì nell'estrema parte meridionale del dipartimento dell'Alto Reno, in Alsazia, dove non supera gli 800 metri d'altitudine. La catena si prolunga in Germania con due altopiani calcarei di altitudine modesta, situati nel Baden-Württemberg (Giura Svevo, in tedesco Schwäbische Alb) e in Baviera (Giura Francone, in tedesco Fränkische Alb).

## Etimologia
La parola Giura deriva dalla lingua celtica. I Celti chiamavano le montagne Jor, i Romani Juris, che significa pressappoco foresta o bosco. Evidentemente, la vegetazione doveva estendersi in maniera rigogliosa sui versanti dei monti.
I toponimi nel Giura tedesco derivano da quelli del Giura franco-svizzero, anche se tale situazione è dovuta a una serie di fattori. Alexander von Humboldt introdusse il termine "roccia giurassica" intorno al 1795 per la pietra calcarea trovata nel Giura franco-svizzero da cui trae origine il nome (Juragestein). Successivamente, il termine Jura fu adottato da Alexandre Brongniart (1829) per denominare lo strato roccioso geologico associato. 
Solo in seguito il Giura Svevo e il Giura Francone furono chiamati Giura per via della loro conformazione geologica.

## Geografia

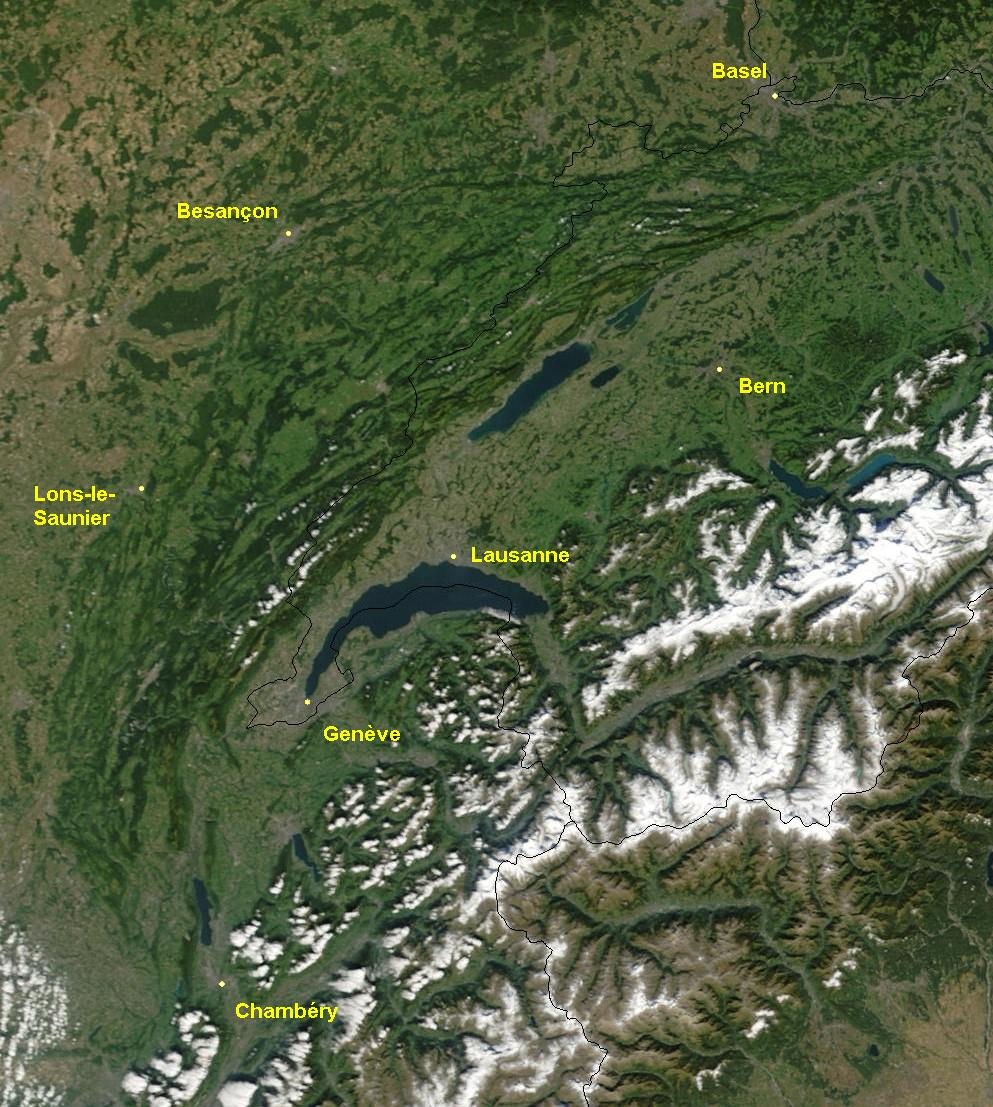
Immagine satellitare del Giura

Soprattutto nel XIX secolo, i geologi ricorrevano al termine Giura per indicare anche le Alpi sveve e il Giura Francone, o per aree in cui oggi non viene più indicata in maniera estensiva l'espressione "massiccio del Giura". La ripartizione delle catene del Giura (Klettgau, Randen, Baar) non trova un'indicizzazione costante nei testi in lingue tedesche alemanne (fonte preziosa in materia). Sovente, soprattutto il Baar ("Baaralb") e il Randen vengono classificati all'interno delle Alpi Sveve, sebbene ciò non sia corretto, in quanto il confine sud-occidentale corre, secondo i geografi di oggi, vicino a Tuttlingen e Spaichingen, mentre il Randen si sviluppa in gran parte sul territorio svizzero. 
Da un punto di vista geologico, il Baar, il Randen e il Klettgau del Giura risalgono al Giurassico: tutti appartengono a un'area uniforme composta da strati leggermente inclinati e deformati, che hanno generato gradini di stratificazione per via dell'erosione. Questi luoghi, tuttavia, si estendono a sud dell'Alto Reno in aree che sono incluse nel Jura svizzero e lì - in contrasto con la regione ondulata sopraccitata - si scorgono panorami pianeggianti (Tafeljura). Tuttavia, mentre le sezioni con strati deformati possono essere fatte risalire al sollevamento della zona tra Parigi e la Selva Boema, il Giura che presenta pieghe è direttamente collegato alla formazione (ripiegamento) delle Alpi, potendo anzi addirittura essere considerato come una piccola propaggine, separata a nord dalla Savoia.
La differenza tra il Giura svizzero e il Giura Svevo in senso più ampio deriva dai confini politici odierni e non trova basi geologiche: le divergenze maggiori si possono incontrare, come detto, tra il Giura piegato e il Giura pianeggiante. Quest'ultimo fa parte del terreno stratiforme tedesco o francese sudoccidentale, che insieme formano un terreno stratigrafico anticlinale. Il Jura situato a est del graben superiore del Reno (Basilea Campagna e Argovia, Alpi sveve, ecc.) trova la sua controparte nelle estese catene del Giura situate in Francia, oltre il Reno. In Svizzera, le colline dell'Ajoie si trovano già nell'area del Giura piegato (nonostante anche tale località viene tradizionalmente compreso all'interno della regione pianeggiante). Il Giura pianeggiante dell'Argovia, del Randen e delle Alpi sveve ha quindi più caratteristiche in comune a livello geomorfologico con l'Ajoie e con la porta della Borgogna (situata tra il massiccio del Giura sud e i Vosgi a nord, in Alsazia) piuttosto che con il Giura piegato presente in Svizzera e Francia.
Il massiccio del Giura propriamente inteso (Giura francese e svizzero) presentano principalmente faglie risalenti al Giurassico, ma aree ristrette del Giura tabulare (principalmente in Svizzera), a nord-est (lungo l'Alto Reno) e a nord-ovest (Ajoie, porta della Borgogna) vengono incluse per convenzione.

### Orografia
| Altezza | Nome della vetta       | Cantone o dipartimento |
| ------- | ---------------------- | ---------------------- |
| 1720 m  | Crêt de la Neige       | Ain                    |
| 1718 m  | Le Reculet             | Ain                    |
| 1702 m  | Grand Cret             | Ain                    |
| 1688 m  | Colomby de Gex         | Ain                    |
| 1679 m  | Mont Tendre            | Vaud                   |
| 1677 m  | La Dole                | Vaud                   |
| 1621 m  | Crêt de la Goutte      | Ain                    |
| 1614 m  | Grand Montrond         | Ain                    |
| 1607 m  | Chasseral              | Berna                  |
| 1607 m  | Le Chasseron           | Vaud                   |
| 1597 m  | Crêt du Milieu         | Ain                    |
| 1596 m  | Mont Rond              | Ain                    |
| 1588 m  | Le Suchet              | Vaud                   |
| 1584 m  | Crêt du Miroir         | Ain                    |
| 1567 m  | Le Noirmont            | Vaud                   |
| 1560 m  | Aiguilles de Baulmes   | Vaud                   |
| 1546 m  | Crêt du l'Éguillon     | Ain                    |
| 1545 m  | Cret de Chalam         | Ain                    |
| 1543 m  | Petit Montrond         | Ain                    |
| 1540 m  | Grand Colombier        | Ain                    |
| 1536 m  | Crêt des Frasses       | Ain                    |
| 1528 m  | La Barillette          | Vaud                   |
| 1504 m  | Signal du Mont du Chat | Savoia                 |
| 1495 m  | Crêt Pela              | Giura                  |
| 1483 m  | Dent de Vaulion        | Vaud                   |
| 1463 m  | Mont d'Or              | Doubs                  |
| 1448 m  | Crêt au Merle          | Giura                  |
| 1445 m  | Hasenmatt              | Soletta                |
| 1439 m  | Mont Racine            | Neuchâtel              |
| 1425 m  | Chaîne de l'Epine      | Savoia                 |
| 1419 m  | Le Morond              | Doubs                  |
| 1395 m  | Weissenstein           | Soletta                |
| 1382 m  | Mont Sujet             | Berna                  |
| 1323 m  | Le Grand Taureau       | Doubs                  |

La parte principale del Giura si estende a ridosso del confine tra la Francia e la Svizzera. Il massiccio può essere approssimativamente delimitato a est e a sud-est dall'altipiano svizzero, a nord dall'Alto Reno e dalla pianura del Reno superiore, a nord-ovest dalla Porta di Borgogna, a ovest dalla valle del Rodano e a sud dall'Isère e dalle prealpi della Chartreuse.
Il Giura è una catena montuosa geologicamente giovane con una lunghezza di circa 300 km: descrive un grande arco a forma di mezzaluna aperta a sud-est (definito in francese come Arc Jurassien, in tedesco Jurabogen). Il settore più meridionale del Giura è quello della Chaîne du Ratz, la quale inizia vicino a Voreppe, in Francia, sull'Isère, e corre a nord-est in linea parallela alle prealpi della Chartreuse. Tale area è significativamente meno elevata delle montagne della Chartreuse ed è separata da esse solo tramite una stretta valle. La seconda regione del Giura, facente capo alla Montagne de l'Epine, inizia a Les Echelles e si dirama dalle Alpi vicino a Chambéry (Savoia) in direzione nord. Procedendo a settentrione, la direzione tra le cime si assottiglia e dà vita a un complesso sistema montuoso. A ovest di Ginevra, il Giura si allarga per 40 km; da quel punto, le catene cambiano gradualmente direzione e puntano verso nord-est. Sulla linea Besançon-Yverdon-les-Bains, la larghezza massima della catena montuosa è di circa 70 km. A Bienne è evidente più che in ogni altra parte come la catena prosegua sempre più verso levante e, al contempo, il sistema montuoso si restringe in fretta: il numero di catene adiacenti diminuisce. La catena del Giura più orientale, detta del Lägern, traccia una precisa linea in direzione esatta ovest-est e termina a Dielsdorf, nel Canton Zurigo, dove gli strati montuosi si confondono con l'altopiano svizzero.

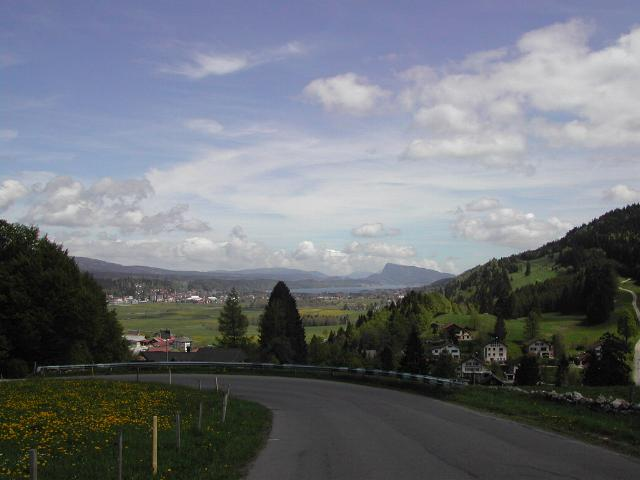
Col du Marchairuz

Se si guarda il massiccio in maniera trasversale, ci si accorge subito che le massime altezze si raggiungono nella sezione sud-orientale, situata quasi a ridosso dell'altopiano svizzero. Da quel punto in poi, le montagne scendono gradualmente verso nord-ovest. Visto dall'altopiano svizzero, il Giura appare alla stregua di un insieme di creste alte e poco continue. Il punto maggiore è il Crêt de la Neige (1720 m s.l.m.), seguito dal Reculet (1718 m) e dal Colomby de Gex
(1689 m), tutti situati in Francia e a nord-ovest di Ginevra. Nella parte svizzera del Giura, i rilievi principali risultano il Mont Tendre (1679 m), La Dôle (1677 m), il Chasseron (1607 m) e il Chasseral (1607 m). Numerosi altri crinali sono compresi tra i 1000 e i 1500 metri, mentre solo la parte più orientale del Giura comprende perlopiù quote inferiori a 1000 m.
Due terzi (9900 km²) del Giura appartengono alla Francia: in Svizzera, costituisce circa il 10% (4200 km²) della superficie terrestre e include i cantoni di Vaud, Neuchâtel, Giura, Berna, Soletta, Basilea Campagna, Argovia e Zurigo. Anche il cantone di Sciaffusa include una parte minore del Giura pianeggiante a nord dell'Alto Reno.

### Geologia

#### Sedimenti
Il Giura conferisce il nome al Giurassico, periodo intermedio dell'era mesozoica durato da 199,6 ± 0,6 a 145,5 ± 4,0 milioni di anni fa (Ma). Già nel periodo Triassico precedente e poi durante tutto il Giurassico, a sud del basamento cristallino dei Vosgi e della Foresta Nera, entrambe catene molto più vecchie del Giura e delle Alpi, erano coperte da un mare tropicale poco profondo, conosciuto come Tetide o Mar Mediterraneo primordiale: e l'abbondanza biologica comparabile a quella della Micronesia attuale. Nelle baie poco profonde ai margini settentrionali del mare, asciugatesi di tanto in tanto, evaporò molta acqua che creò ingenti depositi di salgemma (Schweizerhalle e Rheinfelden) e di gesso (in Argovia).
Nel mare poco profondo (fino ai 200 m), dove erano presenti barriere coralline, si depositarono nel tempo spessi strati di sedimenti. Due terzi di essi erano calcarei, il resto risultava costituito da numerosi strati di marna e argilla incorporati al suo interno. Ci sono tre unità stratigrafiche (serie) nel periodo Giurassico, i cui strati di roccia dura e resistente agli agenti atmosferici compongono il paesaggio:
- Malm: strato superiore e più giovane, depositato da 161 a 145 milioni di anni fa, chiamato anche "del Giura bianco" a causa del calcare chiaro.
- Dogger: strato intermedio, depositato da 175 a 161 milioni di anni fa, chiamato anche Giurassico marrone a causa dell'ossido di ferro che si rinviene in tale strato.
- Lias: strato più basso e più antico, depositatosi tra i 200 e i 175 milioni di anni fa, chiamato anche Giurassico nero a causa dei minerali argillosi scuri che include.

Alla fine del Giurassico ci fu una regressione del mare, che gradualmente si ritirò a sud-ovest. Alcuni depositi marini relativamente sottili del successivo periodo Cretaceo esistono quindi solo nel Giura a ovest di Bienne. Al termine poi dell'era terziaria, la spinta del massiccio alpino trascinò la deformazione delle serie sedimentarie, con pieghe e faglie.
Ognuno di questi strati rocciosi contiene numerosi fossili, alcuni dei quali sono caratteristici solo di certi strati, i cosiddetti fossili guida. Sono stati trovati anche diversi resti scheletrici di dinosauri risalenti al Giurassico. In alcuni luoghi sono state persino rivelate impronte fossilizzate di dinosauri.

### Formazione delle montagne (piega del Giura)
Il ripiegamento del Giura svizzero è strettamente correlato all'ultima fase della formazione delle Alpi. Poiché anche i più giovani sedimenti del Miocene presenti sono inclinati, il ripiegamento deve essere avvenuto nel tardo Miocene e Pliocene, cioè tra circa 10 e 2 milioni di anni fa. La spinta associata allo spostamento verso nord del continente africano, accompagnata dalla formazione delle Alpi, ha inoltre sollevato e piegato i più vecchi strati di roccia giurassica, che sono penetrati in superficie a nord-ovest della geosinclinale dell'altopiano svizzero, piena di depositi di molassa e che si estende nella bassa montagna francese e nelle Prealpi del nord. Il basamento cristallino non ha subito ripiegamenti: la superficie di taglio, cioè lo strato di scorrimento tra gli strati di roccia piegata, era formata dagli strati di salgemma e di anidrite del Triassico. La quantità totale di spinta varia da 2 a circa 35 km (in sezione trasversale nella zona a nord di Ginevra, Mont Tendre, Risoux, e cime adiacenti).

### Geomorfologia

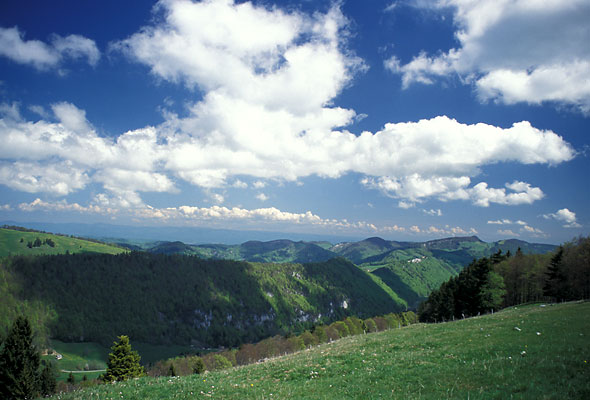
Il massiccio del Giura nel cantone di Soletta

A causa della natura e dell'erosione del ripiegamento, si distinguono due unità tettoniche principali, evidenti tra l'altro anche nel paesaggio: il Giura influenzato dalle pieghe (Faltenjura) e il Giura tabulare (Tafeljura).
La parte principale della catena montuosa è occupata dal Faltenjura. Si suole ulteriormente suddividere in Giura montuoso (Kettenjura) e Giura collinare (Plateaujura). Il massiccio del Giura è costituito da catene montuose allungate e fortemente ripiegate con altitudini fino a oltre 1600 m, principalmente nella parte sud-orientale. A nord-ovest, si procede poi con altipiani a bassa quota perlopiù situati in Francia, mentre in Svizzera si può fare riferimento solo alle Franches-Montagnes nel distretto omonimo.
Nei due estremi settentrionali (a oriente l'Alto Reno e a occidente l'Ajoie) si trova il Giura tabulare piegato, che, da un punto di vista tettonico, fa parte della regione pianeggiante a strati tedesca sud-occidentale o francese.
Caratteristica del Giura e unica in Europa è la sequenza quasi continua di pieghe degli strati rocciosi della crosta terrestre convesse verso l'alto (anticlinali), che costituiscono il basamento delle colline, e altre che sono convesse verso il basso (sinclinali), le quali si presentano soprattutto nelle valli, ad esempio nel Giura sud-occidentale. Lo strato roccioso più alto delle anticlinali si compone principalmente di calcare duro, mentre nelle valli si accumulano sedimenti fluviali di materiale erosivo. Se anche lo strato superiore di un'anticlinale è intaccato dall'erosione, le valli anticlinali, le cosiddette chiuse (in francese: Cluses), sono spesso accompagnate su entrambi i lati da ripide pareti rocciose delle restanti pareti calcaree. Tali restringimenti vallivi naturali attraverso le montagne presentano talvolta grandi corsi d'acqua come il Rodano all'altezza di Le Lavoux, dove fu costruito il forte francese l'Écluse nel XVI secolo, e l'Aar nella valle del Giura che va da Brugg a Untersiggenthal.
Anche lo strato superiore sul lato di un'anticlinale può presentarsi eroso: non appena lo strato calcareo duro viene meno, l'erosione della tenera argilla sottostante e della marna progredisce assai più velocemente. Ciò genera impressionanti bacini di compensazione naturali; tra gli esempi, si possono citare il Creux du Van nel Giura di Neuchâtel e il Cirque de Baume nel Giura francese. Nei punti in cui due catene divergono in modo significativo, si rintracciano depressioni più estese, ad esempio nella valle di Ruz, il bacino di Delsberg e il bacino di Laufen.

### Idrografia
Il Giura vanta una rete idrica molto meno fitta e ramificata rispetto ad altre catene montuose basse. Ciò può essere spiegato dal fatto che l'acqua piovana non scorre ovunque in superficie, ma si infiltra direttamente nel sottosuolo calcareo poroso. Ci sono molte valli secche nel Giura formatesi in periodi climatici passati con elevati livelli di precipitazioni, ma oggi non capita mai, se non dopo piogge abbondantissime, che trasportino acqua. La presenza di strutture tipiche del carsismo è tutto sommato comune (doline, campi solcati, pozzi, e così via).

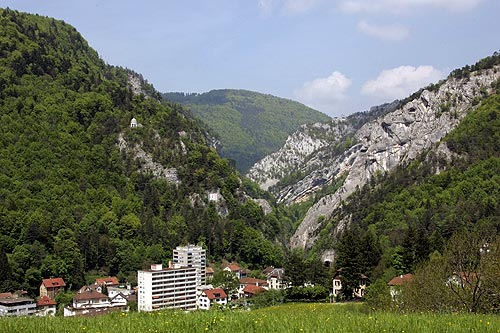
Gorges de Moutier

Il sistema fluviale delle montagne del Giura si è formato in un'epoca molto remota. Ciò significa che i fiumi più grandi esistevano già prima del ripiegamento delle montagne: quando questo processo iniziò, i fiumi preservarono il loro corso e, grazie al loro costante flusso, erosero gli strati rocciosi con la stessa rapidità con cui procedeva il ripiegamento. Pertanto, nel Giura si sono formate numerose gole strette e profonde (le cosiddette Clusies, le chiuse), le quali risultano una caratteristica tipica del paesaggio locale. La maggior parte degli strati rocciosi di una piega sono esposti sulle pareti rocciose di queste gole. Le gole più celebri sono quelle del Birsa a sud e a settentrione di Moutier, i gorges du Pichoux della Sorne, la chiusa di Balsthal, le gole del Suze a nord di Bienne (che comprende anche la gola del Taubenloch) e il Défilé de l'Ecluse del Rodano a sud-ovest di Ginevra.
Il fiume più lungo del Giura è il Doubs, che scorre nell'altopiano del Giura dando vita a una valle. Altri corsi d'acqua precipui sono l'Ain, il Loue, l'Orbe, l'Areuse, lo Schüss e il Birs. Presso i laghi naturali, figura un substrato composto da morene datanti dalle grandi glaciazioni del Quaternario (Günz, Mindel, Riss, Würm) garantisce l'impermeabilità del suolo. Essi si trovano quasi tutti nelle alte valli nella parte sud-occidentale del Giura, compreso il lago di Joux insieme al lago di Brenet, al des Taillères, al Saint-Point e al Chalain. Ci sono diversi bacini artificiali lungo i fiumi Doubs e Ain e delle risorgive.
Nei fiumi e nei laghi (si pensi in particolare al lago di Joux), l'acqua filtra nel sottosuolo calcareo in alcuni punti e torna in superficie solo dopo alcuni chilometri di distanza a un livello più basso nelle sorgenti con portata elevata. Le sorgenti si trovano perlopiù ai piedi di un'alta parete rocciosa verticale (Vauclusetyp) , ad esempio la fonte della Loue e del Lison a sud di Besançon, ma anche dell'Orbe e dell'Areuse.

### Clima

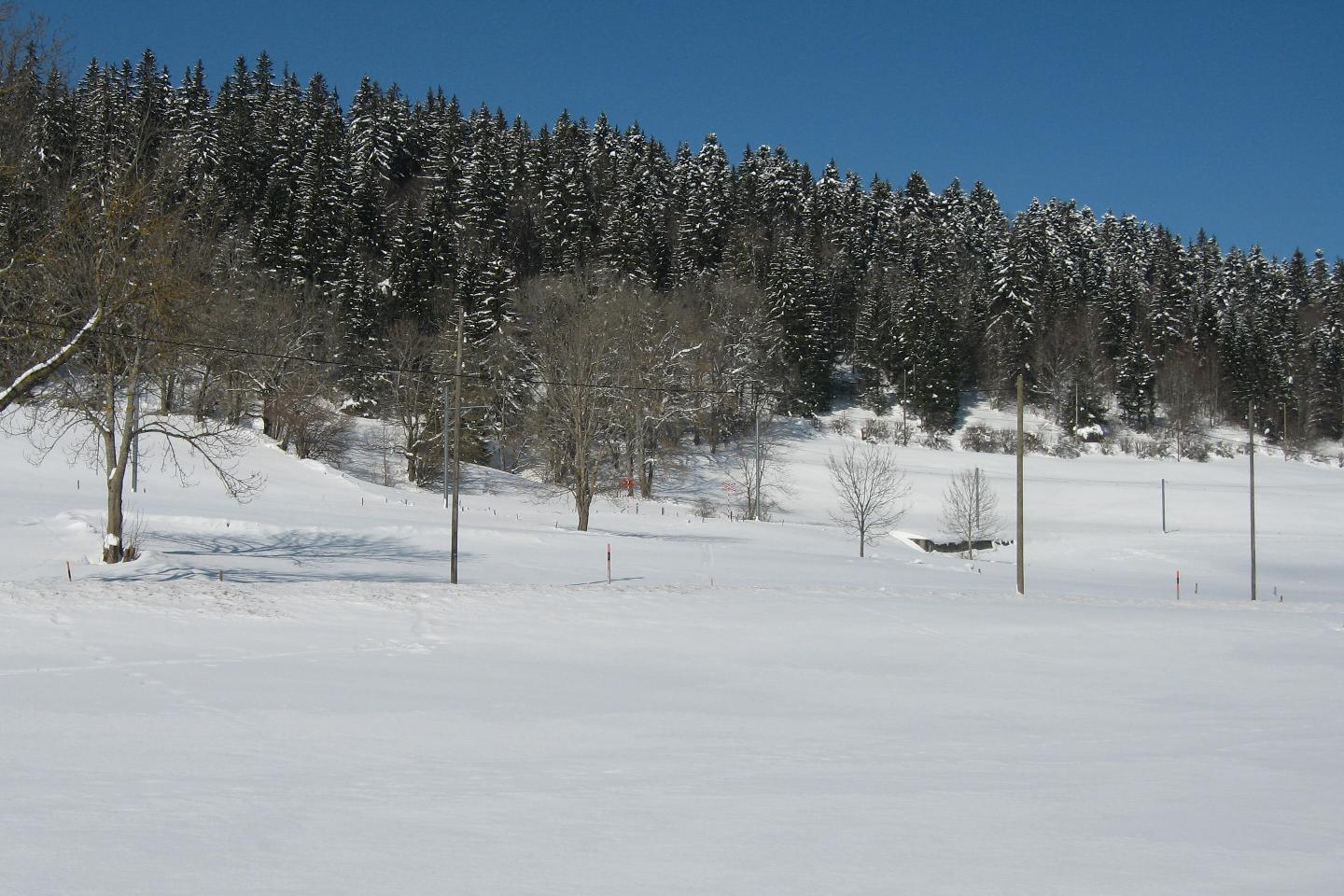
Paesaggio del Giura in inverno vicino a La Sagne, nella valle omonima. È conosciuta anche come Vallée des Ponts ed è localizzata nel Giura di Neuchâtel

Il clima sul massiccio del Giura a volte è rigido, umido e freddo. La maggior parte delle precipitazioni cade nei mesi estivi sotto forma di temporali, ma è distribuita in modo molto diverso da regione a regione: talvolta, i violenti scrosci si accompagnano con il vento Joran. In inverno si verificano spesso precipitazioni prolungate, specie presso le alte valli completamente chiuse a oltre 1000 m sul livello del mare. Inoltre, quelle tra queste ultime situate nei cantoni svizzeri di Neuchâtel, Vaud e nei vicini dipartimenti francesi di Doubs e Jura sono note per via delle temperature impervie in inverno; l'aria fredda tende ad accumularsi durante le notti serene (formando i cosiddetti banchi di aria fredda). Il 12 gennaio del 1987, a La Brévine, fu registrata la temperatura più bassa mai rilevata in Svizzera (−41,8 °C) alla stazione di misurazione gestita da MeteoSvizzera e, il 13 gennaio 1968, si è annoverata la temperatura di −36,7 °C alla stazione della Météo-France di Mouthe, tra le più basse nella storia meteorologica del Giura francese. Si ha altresì notizia di una misurazione non ufficiale di −41 °C risalente al 31 gennaio 1888 nella valle di Joux, oltre che di una del gennaio 1985 presso la Combe des Amburnex nella stazione di ricerca Changins (oggi Agroscope) di −46 °C.

### Flora
Il Giura vanta vaste aree boschive. Tra le specie vegetali tipiche e più diffuse rientrano conifere quali pecci (Picea abies), pini (Pinus) e abeti (Abies); ma sono presenti anche estese macchie verdi composte da faggi (Fagus) e querce (Quercus). Il paesaggio forestale è intervallato a zone di pascolo, composte da sporadici abeti rossi; in primavera, molti di questi pascoli sono ricoperti di narcisi tromboni (Narcissus pseudonarcissus), soprattutto tra Grande Sagneule (Neuchâtel Jura, a nord-est del Col de La Tourne) e Sauge. Per via del clima, il piano montano si trova a circa 1400-1500 m s.l.m., nel Giura francese a 1600 m: al di sopra di tale quota, la vegetazione è pressoché composta da manti erbosi. Nell'estremo sud-ovest del Giura e nella zona del fiume Ain, si può già intravedere l'influenza del clima più mite sulla vegetazione. Da un punto di vista storico-floristico si riscontra una minore presenza dell'abete rosso dal Giura occidentale verso est; nel XVIII secolo l'albero, che richiede più luce dell'abete bianco e del faggio, è stato disboscato più intensamente e ha consentito la produzione di legname in maniera quasi industriale nel Giura orientale. I boschi di querce, un tempo abbastanza diffusi, sono in gran parte scomparsi a causa dell'industrializzazione e dell'insediamento antropico.
L'agricoltura e il pascolo intensivo sono praticati nei bacini e nelle valli. I ripidi pendii nel settore meridionale del Giura, uniti alla mitigazione del clima da parte dei laghi, risultano ideali per la viticoltura.

## Società

### Popolazione

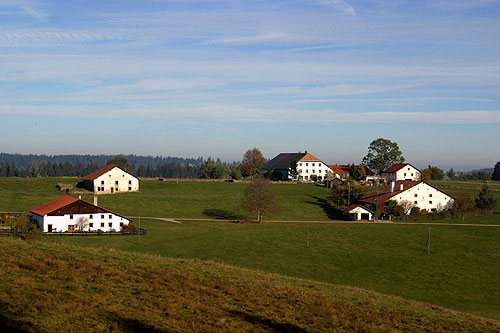
Abitazioni tipiche del Giura nelle Franches-Montagnes

Il Giura è densamente popolato, soprattutto ai margini. Tra le numerose città situate nella zona meridionale, si pensi a Ginevra, Yverdon-les-Bains, Neuchâtel, Bienne, Soletta, Olten e Aarau. Ai piedi del nord del Giura si trovano invece Basilea, Montbéliard e Besançon; sul limite occidentale sorgono Lons-le-Saunier e Bourg-en-Bresse.
Al centro del massiccio, solo le valli inferiori hanno una densità di popolazione relativamente elevata, mentre le alte valli e gli altipiani del Giura francese sono scarsamente popolate, soprattutto a causa del clima rigido e della lontananza. Nelle valli montane, il centro principale è La Chaux-de-Fonds, che si trova assieme a Le Locle in un'alta valle del Giura di Neuchâtel. Altre città e paesi del Giura con più di 10 000 abitanti sono Liestal, Delémont, Pontarlier (situata sulla via Francigena), Champagnole, Saint-Claude, Oyonnax e Bellegarde-sur-Valserine.
La maggior parte degli abitanti del Giura si esprime in lingua francese, mentre il tedesco è parlato solo nel settore orientale. In Svizzera, il confine linguistico va dal lago di Bienne prima a nord-est, poi a nord-ovest fino alla demarcazione con l'Alsazia. L'area francofona con i bacini di Moutier e Delémont si spinge nell'area di lingua tedesca generando un cuneo. Questa sezione della frontiera linguistica è mutata poco dal Medioevo. I villaggi di confine di lingua tedesca in Svizzera sono da sud a nord: Schafis, Ligerz, Twann, Tüscherz-Alfermée, Vingelz (quartiere di Biel/Bienne), Macolin, Evilard (gli ultimi due comuni sono bilingui come Biel/Bienne), Bözingen, Pieterlen, Lengnau, Grenchen, Bettlach, Selzach, Lommiswil, Gänsbrunnen, Welschenrohr, Seehof, Vermes, Schelten, Beinwil, Erschwil, Grindel, Bärschwil, Riedes-Dessus (in tedesco Oberriederwald, quartiere di Soyhières), Niederriederwald, Liesberg, Kleinlützel, Roggenburg, Ederswiler, Löwenburg e, storicamente parlando, anche l'ex città del monastero di Lützel, condivisa con la Francia. Gli exclavi moderni prevalentemente di lingua tedesca sono, tra gli altri, Mont-Tramelan e Rebévelier.

## Economia

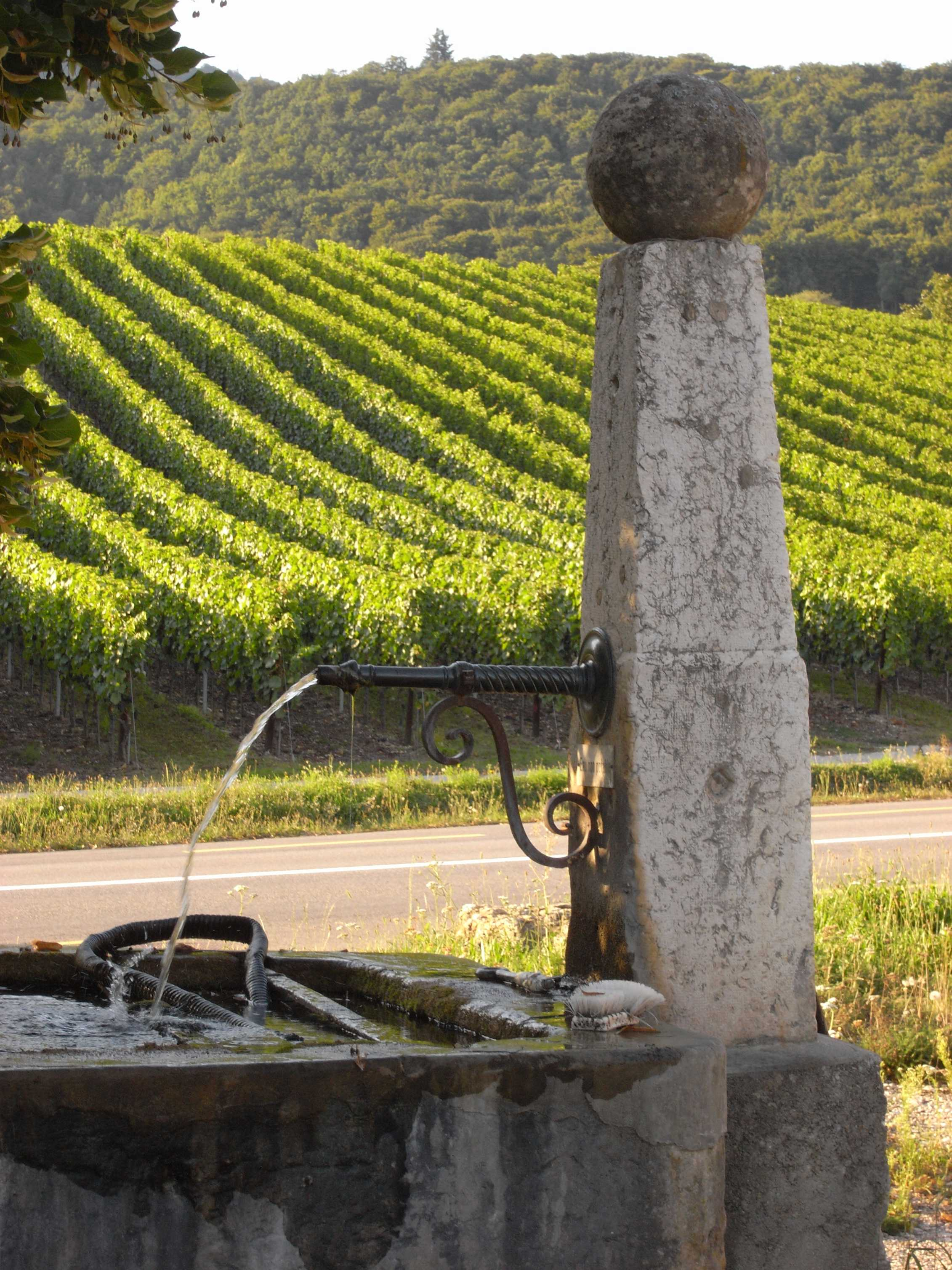
Fontana rurale a Concise, sulla strada per Neuchâtel, realizzata in calcare del Giura

L'agricoltura predomina nel Giura sin dall'epoca medievale. I monasteri sorti sin dall'Alto Medioevo hanno svolto un ruolo significativo nello sviluppo del paesaggio culturale: accanto alla cultura contadina, si possono annoverare l'artigianato, il commercio, la fornitura di alloggio ai viandanti e, in misura minore, la pesca. I primi interventi sulle strutture economiche esistenti ebbero luogo nel XVIII secolo con l'emergere della lavorazione del merletto. Anche la produzione di assenzio ha rivestito una certa importanza economica in zone specifiche del Giura (Val de Travers).
L'industrializzazione iniziò nelle valli più tardi nel XVIII secolo, prima riguardando il settore tessile, poi l'orologeria, la cui forte ripresa di quest'ultima fu raggiunta nel XIX secolo, specie nel Neuchâtel e nel Giura bernese. I centri principali di orologeria (Biel, La Chaux-de-Fonds, Le Locle, Saint-Imier, Sainte-Croix) hanno conosciuto il periodo di massimo splendore nella prima metà del XX secolo. Durante il massiccio crollo di tale settore dal 1975 al 1985, il numero di dipendenti è diminuito di circa la metà; come conseguenza, la demografia ha visto un calo degli abitanti e in alcuni luoghi si è scesi addirittura del 30% rispetto ai decenni passati.
Al posto dell'industria dell'orologeria, si sono recentemente affermate la lavorazione dei metalli e il mercato dei motori, ma di grande importanza risultano anche le aziende specializzate in meccanica, microtecnologia ed elettronica. I dipendenti del settore primario si interessano principalmente alla produzione di latte, alla zootecnia o alla silvicoltura. Tuttavia, la migrazione dalle aree rurali e remote costituisce ancora oggi un problema in gran parte del Giura.

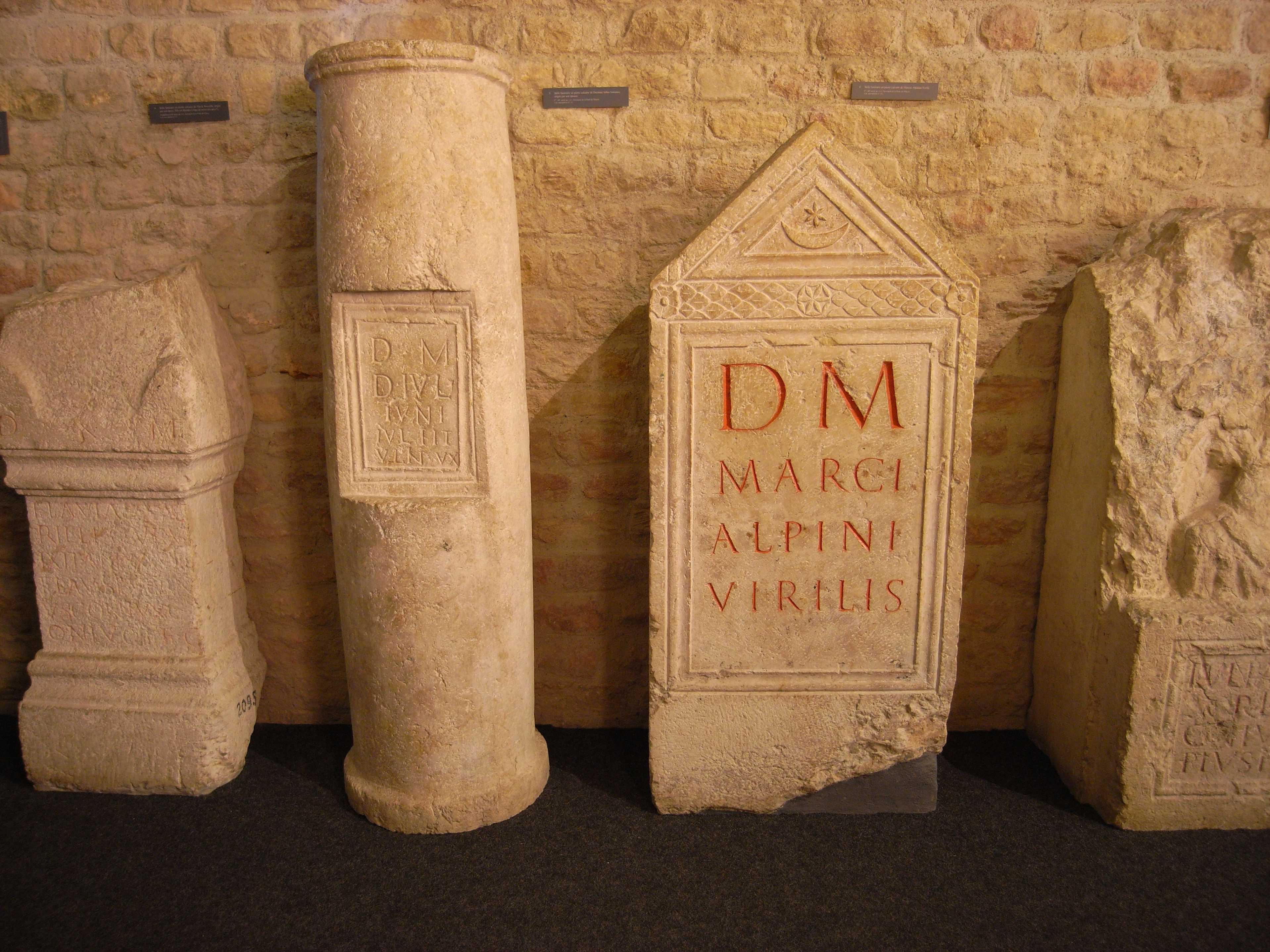
Stele di calcare di Jura di epoca gallo-romana (museo romano di Avenches)

In molte località del massiccio del Giura sono state allestite cave per l'estrazione di pietre da costruzione e decorative. Alcuni di loro risalgono alle attività gallo-romane, come si evince dal monumento dell'area protetta La Raisse vicino a Concise. Molte testimonianze superstiti di questo genere sono conservate nel museo romano di Avenches. Altri importanti siti minerari si trovano vicino a Neuchâtel e nella zona della Vue des Alpes: le pietre calcaree hanno un'influenza impressionante sull'architettura, la scultura e sugli edifici secolari della regione, e alcune si rintracciano anche al di fuori del Giura, essenzialmente a scopo decorativo.

## Trasporti
Le principali rotte del traffico nel Giura attraversano principalmente le lunghe valli e le gole. Si contano cinque autostrade, spesso affiancate da strutture ingegneristiche (gallerie e ponti) che servono a superare le barriere naturali costituite dai monti. In Svizzera, l'autostrada A3 collega Basilea a Zurigo passa per il tunnel del Bözberg, mentre la A2 procede da Basilea passando per il tunnel del Belchen in direzione Berna/Lucerna. In Francia, la A40 congiunge Lione e Ginevra, mentre la A41 collega Lione a Chambéry. La transgiurassiana (A16) attraversa il Giura bernese e il cantone omonimo tra Bienne e Boncourt, ma è solo parzialmente autostradale. Oltre a questi assi principali corrono altre strade d'importanza sovraregionale, che attraversano il Giura con un passo (Col de la Faucille, Col de la Givrine, Col de Jougne, Vue des Alpes - anche con tunnel stradale - e Unterer Hauenstein).
La rete ferroviaria nel Giura svizzero è relativamente fitta a causa dell'industrializzazione nelle valli: importanti linee ferroviarie transgiurassiane vanno da Basilea a Zurigo (Bözbergbahn) Olten (linea Hauenstein) e Bienne (linea di Jura), da Neuchâtel via Pontarlier e Frasne a Digione, da Losanna via Vallorbe a Frasne e da Ginevra via Bellegarde a Lione. Diverse strade di epoca romana attraversavano il Giura, di cui si possono ancora vedere tracce individuali e altri resti, come l'iscrizione latina sul tunnel del Pierre Pertuis a nord di Bienne.
Sulle strade del Giura, già importanti nel Medioevo, furono costruiti possenti castelli in luoghi strategicamente interessanti (soprattutto nei pressi delle chiuse) per controllare l'attraversamento del passo da parte di mercanti o eserciti. Un numero particolarmente elevato di rovine di castelli si rinviene inoltre nella Birstal e nell'Alto e nel Basso Hauenstein. Nel XVII e XVIII secolo, fu il castello di Joux a raggiungere un'elevata rilevanza strategica a sud di Pontarlier: il sito è localizzato a 15 km dal confine tra Francia e Svizzera. Il forte l'Écluse, nei pressi del paese di Collonges, ospita oggi un museo ed è uno dei siti turistici della zona.

## Turismo

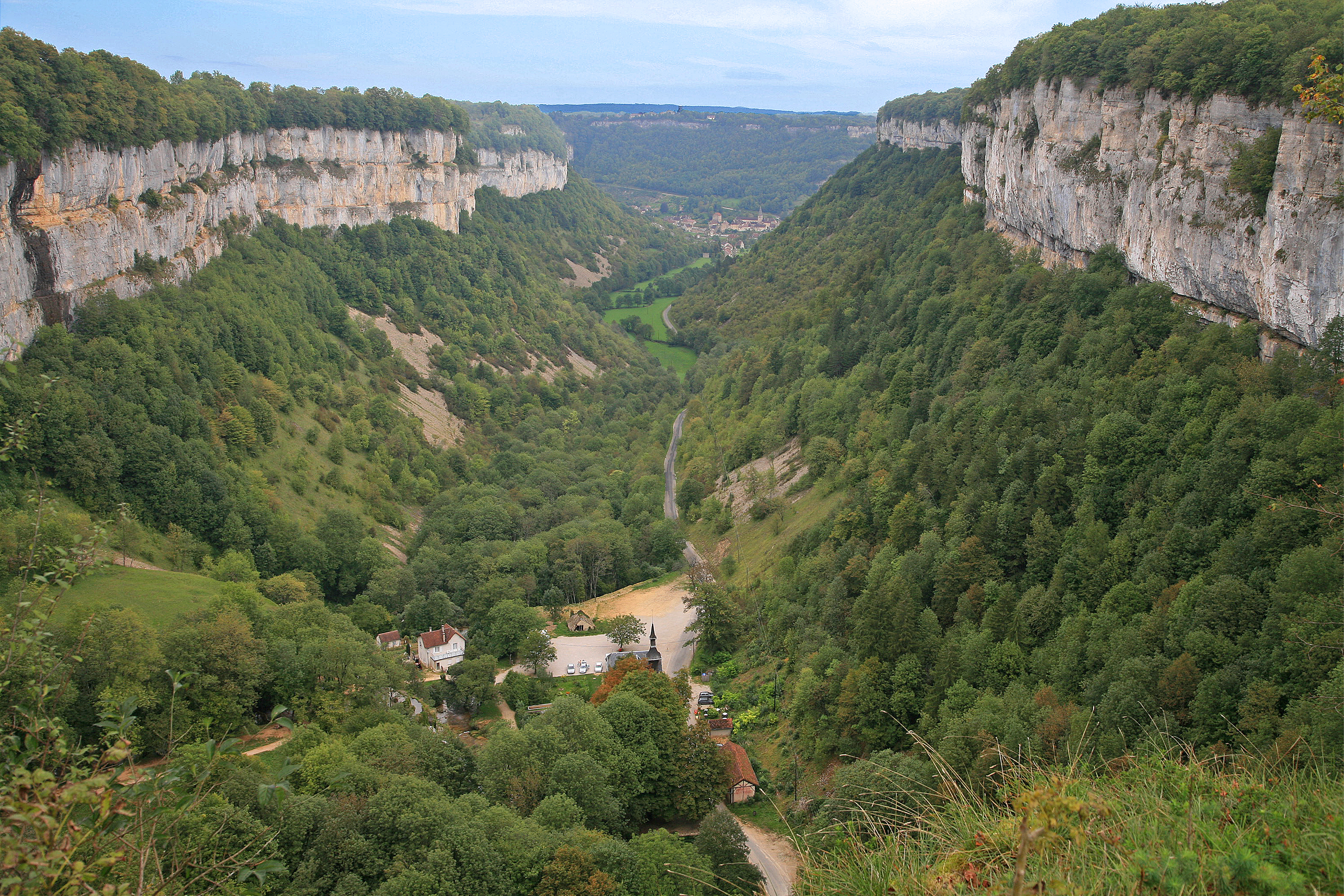
Paesaggio nel Giura francese

Il Giura offre numerose opportunità per l'escursionismo e gli sport invernali. Il sentiero in cresta del Giura è un percorso escursionistico che attraversa l'intera parte svizzera del massiccio, in gran parte presso le cime delle catene più alte (sud-est). La grande traversée du Jura è un sentiero escursionistico a lunga distanza situato nella parte francese del Giura, ma ha anche sezioni transfrontaliere. In inverno sono presenti piste per lo sci di fondo e percorsi per racchette da neve, alcuni dei quali seguono i sentieri escursionistici a lunga percorrenza. Il Giura figura tra le principali aree di sci di fondo continuo in Svizzera, oltre che per totale di percorsi disponibili. Ci sono anche alcune località di sport invernali di piccole e medie dimensioni per lo sci alpino. Grazie all'altitudine, la stagione invernale è solitamente quella dove le nevicate abbondano, circostanza che spinge i turisti a visitare anche alcune baite di montagna (in francese: Métairies) le quali mettono a disposizione cibo e talvolta alloggio.
Il Giura è anche una meta consigliata per i ciclisti, poiché gli altipiani sono pianeggianti e adatti anche ai meno esperti. I professionisti preferiscono invece cimentarsi nelle salite verso le vette in bici: la pista ciclabile della Strada del Giura attraversa la regione per 277 km tra Basilea e Nyon, situata sul lago di Ginevra. Anche i percorsi di arrampicata attirano appassionati di alpinismo desiderosi di scalare le pareti rocciose più verticali.

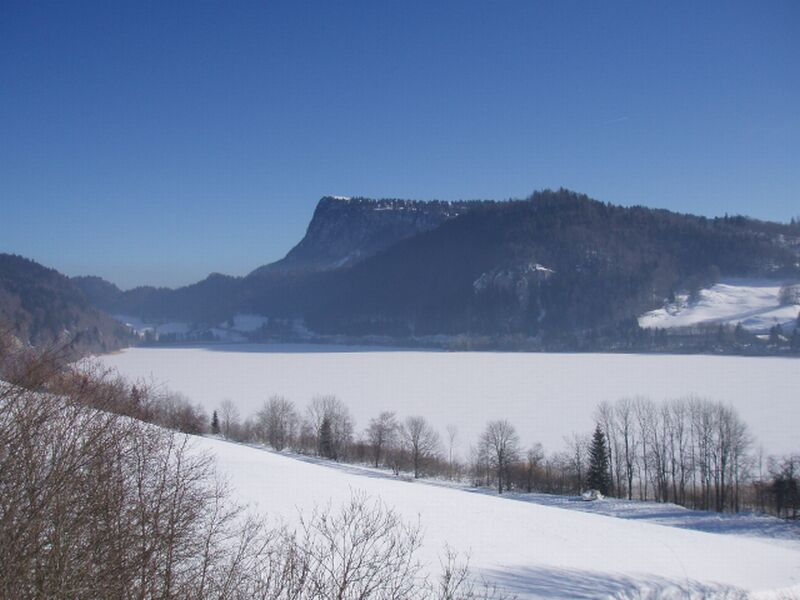
Dent de Vaulion

Nelle giornate con tempo sereno, le vette maggiori del Giura offrono un panorama su gran parte delle zone pianeggianti circostanti, con visibilità tra i 30 e 70 km di distanza, a seconda della posizione, oltre che della catena alpina in questione. Per gli amanti del paesaggio ci sono numerose attrazioni naturali come grotte, sorgenti, bacini e gole (le grotte dell'Orbe, le grotte di Réclère, le sorgenti della Loue, le sorgenti del Bleue, il Creux du Van, il Cirque de Baume, ecc.). La parte francese del Giura è caratterizzata da ampie zone di pascolo e grandi abeti rossi, dove tra l'altro è possibile praticare l'equitazione.
Il Giura è tra l'altro una popolare area escursionistica per i motociclisti per via delle strade piuttosto poco trafficate, spaziose e spesso caratterizzate da spettacolari tornanti.
La reintroduzione del bisonte europeo (Bison bonasus) nel parco naturale del Thal è oggetto di discussione per promuovere il turismo. Vi si trova una delle più grandi aree forestali contigue della Svizzera, ovvero il versante nord della catena del Weissenstein.